# Een kerstkind voor Cherokee
Een kerstkind voor Cherokee is een hoorspel naar het verhaal Christmas By Injunction van O'Henry (William Sydney Porter). Gert Weymann bewerkte het en Ein Weihnachtskind für Cherokee werd op 26 december 1967 door de Sender Freies Berlin uitgezonden. Katja Spierdijk-Ernst zorgde voor een Nederlandse vertaling en de NCRV zond die uit op vrijdag 20 december 1968. De regisseur was Wim Paauw. Het hoorspel duurde 28 minuten.

## Rolbezetting
- Frans Somers, Paul van der Lek & Huib Orizand (Cherokee, Trinidad & Texas, gouddelvers)
- Paul Deen (meneer Fuller, een vrederechter)
- Tine Medema (mevrouw Erna Fuller, z’n vrouw)
- Joke Hagelen & Corry van der Linden (Pat & Dolly)
- Jos van Turenhout (Baldly, een postbode)
- Piet Ekel (een kastelein)
- Jaap Hoogstraten (Bobby Lumsden)
- Nel Snel (mevrouw Lumsden, z’n moeder)
- Tonny Foletta (meneer Smith, een winkelier)

## Inhoud
Jarenlang heeft men in het goudgraversstadje niets meer van Cherokee gehoord. Hij die ooit de grote goudader ontdekte, er zijn vrienden bij haalde en allen met geschenken overlaadde, hijzelf had weinig geluk met zijn vondst. Een paar dollar restten er hem en hij was verder getrokken. Maar nog steeds eert men hem als de grondvester van deze kleine stad. En op een dag hoort men weer iets van Cherokee. Hij is intussen rijk geworden en heeft zich vast voorgenomen met Kerstmis naar zijn stadje terug te keren, om daar als een echte kerstman aan alle kinderen iets te geven. In zijn kamer stapelen zich reeds de geschenken op die hij heeft uitgezocht. Allen verheugen zich op Cherokees terugkeer. Alleen - er is in het hele goudgraversstadje geen enkel kind. Heeft Cherokee dat dan misschien helemaal vergeten?